# Туманність Кінська Голова

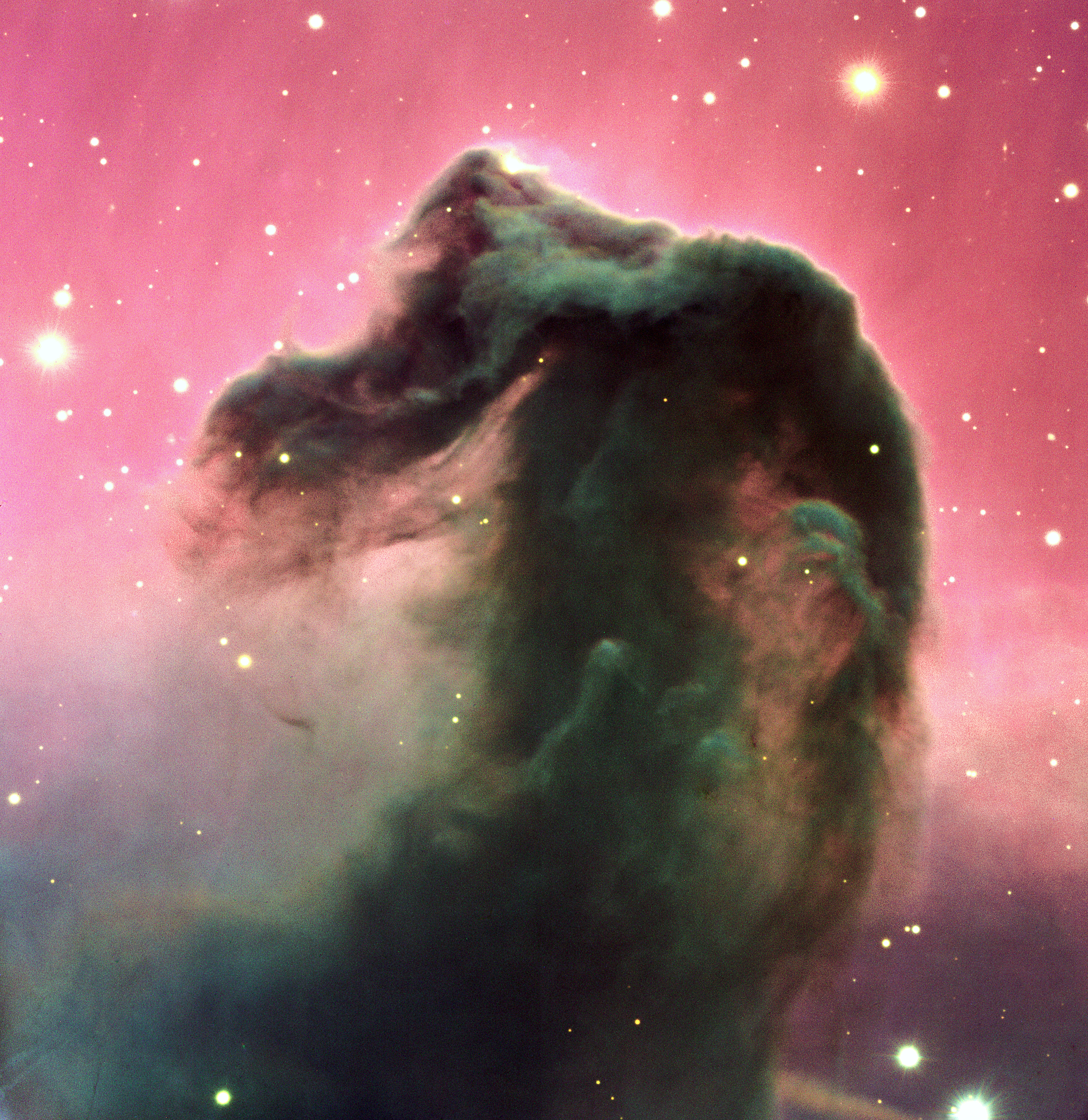

Туманність Кінська Голова (Барнард 33) — темна туманність у сузір'ї Оріона, міжзоряна хмара пилу, що цікавим чином сформувалася у формі голови коня. Розташована на відстані 1500 світлових років («висота» становить 5 св. років). Ми можемо спостерігати Кінську Голову лише тому, що позаду знаходиться яскрава емісійна туманність IC 434, яка випромінює червоне світло (причиною червоного світіння є іонізація водню під дією випромінювання від зорі Альнітак). Нижче зліва розташована туманність NGC 2023, що контрастує з Кінською Головою. Вперше цю туманність помітила вчений Вільяміна Флемінг у 1888 році на фотографічних пластинах при зйомці сузір'я Оріона у Гарвардської обсерваторії.

## Сучасні дослідження
В 2018 році, за допомогою 15-метрового (~ 49 футів) телескопу Джеймса Клерка Максвелла (JCMT) у Східно-Азійській обсерваторії (EAO), який
розташований поблизу вершини Мауна-Кея (Гаваї), були отримані унікальні зображення туманності Кінська Голова в поляризованому світлі, які показали магнітні поля туманності. На початку 2023 року в науковому щомісячнику The Astronomical Journal з’явилася наукова стаття «Магнітні поля в туманності Кінська Голова», яка описує нові отримані результати спостереження і дослідження туманності Кінська Голова. Спостереження, які були зроблені в 2018 році, проводилися за допомогою приладу JCMT POL-2, лінійного поляриметра, який отримує поляризаційні дані за допомогою приладу Submillimetre Common-User Bolometer Array 2 (SCUBA-2). Разом ці інструменти вимірюють, як магнітні поля в космосі впливають на вирівнювання міжзоряного пилу. Прилади JCMT дозволили спостерігати взаємодію між «головою» та «гривою» туманності та молодими зірками, що знаходяться поблизу, — що мало помітний вплив на магнітне поле туманності.